# پاتریک هنری مک‌کارتی
پاتریک هنری مک‌کارتی (انگلیسی: P. H. McCarthy; ۱۷ مارس ۱۸۶۳ – ۱ ژوئیهٔ ۱۹۳۳) سیاست‌مدار اهل ایالات متحده آمریکا بود.